# Gave de Gaube
Pour les articles homonymes, voir Gaube (homonymie).
Le gave de Gaube est un torrent pyrénéen français, précurseur du gave de Jéret et à travers lui, du gave de Cauterets, dans les Hautes-Pyrénées. Il tire son nom du lac de Gaube (un mot qui signifie « lac » en gascon).
En amont du lac, le gave est dénommé « gave des Oulettes de Gaube ».

## Hydronymie
« Le terme « gave » désigne un cours d'eau dans les Pyrénées occidentales. Il s'agit d'un hydronyme préceltique désignant de manière générale un cours d'eau. Ce nom de gave est utilisé comme nom commun et a une très grande vitalité, presque envahissante, puisque certains cours d'eau pyrénéens ont perdu, depuis un siècle, leur nom local pour devenir « le gave de... » ».

## Hydrographie
Le gave des Oulettes de Gaube naît de la collecte des eaux des oulettes du Vignemale, et en particulier de la fonte du glacier des oulettes. Il se renforce des eaux du lac du Chabarrou et des laquets d'Estibe Aute, puis alimente le lac de Gaube (1 725 m). En sortie du lac, il prend le nom de gave de Gaube. Dans sa partie terminale, il forme plusieurs bras et chute à la cascade du Pont d'Espagne, avant de rejoindre le gave du Marcadau, en deux endroits espacés d'une centaine de mètres, de part et d'autre du Pont d'Espagne, à des altitudes comprises entre 1 480 et 1 496 m. Leur réunion forme le gave de Jéret.
L'ensemble « gave des Oulettes de Gaube-gave de Gaube » est long de 8,6 km pour un bassin versant de 18 km2.

## Galerie d'images

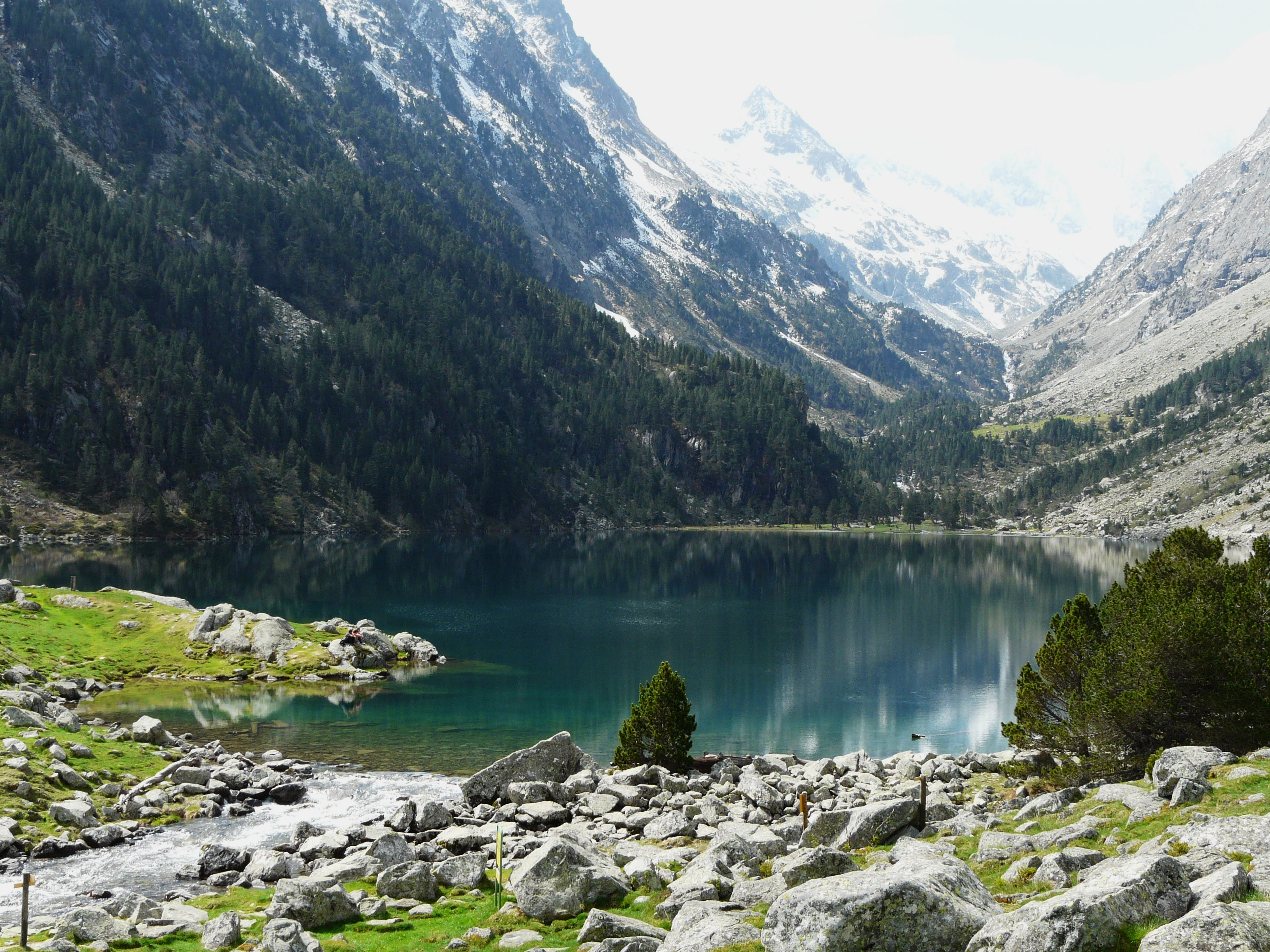
En bas à gauche, le gave de Gaube s'écoule depuis le lac de Gaube.
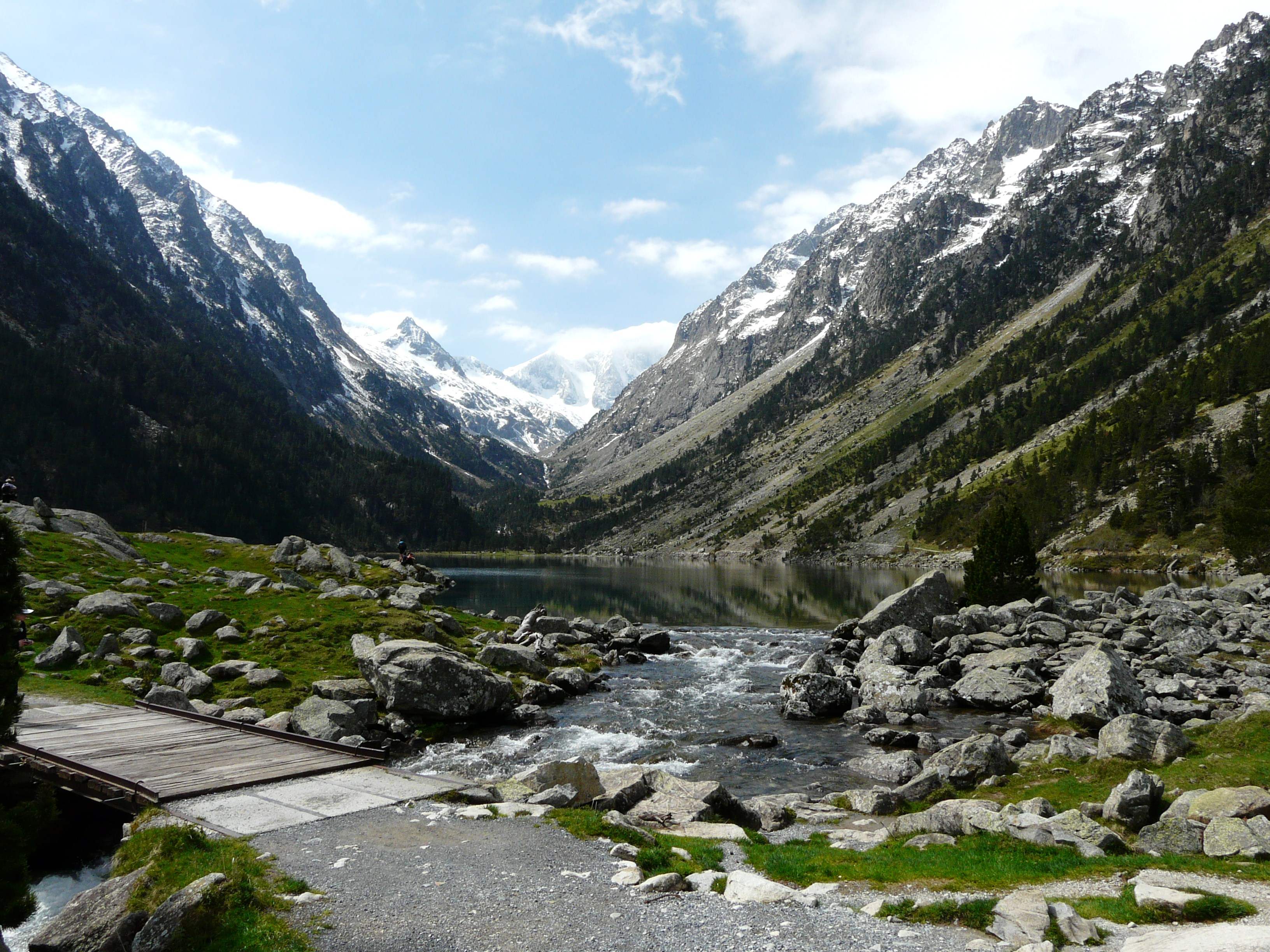
Le gave de Gaube s'écoule depuis le lac de Gaube.
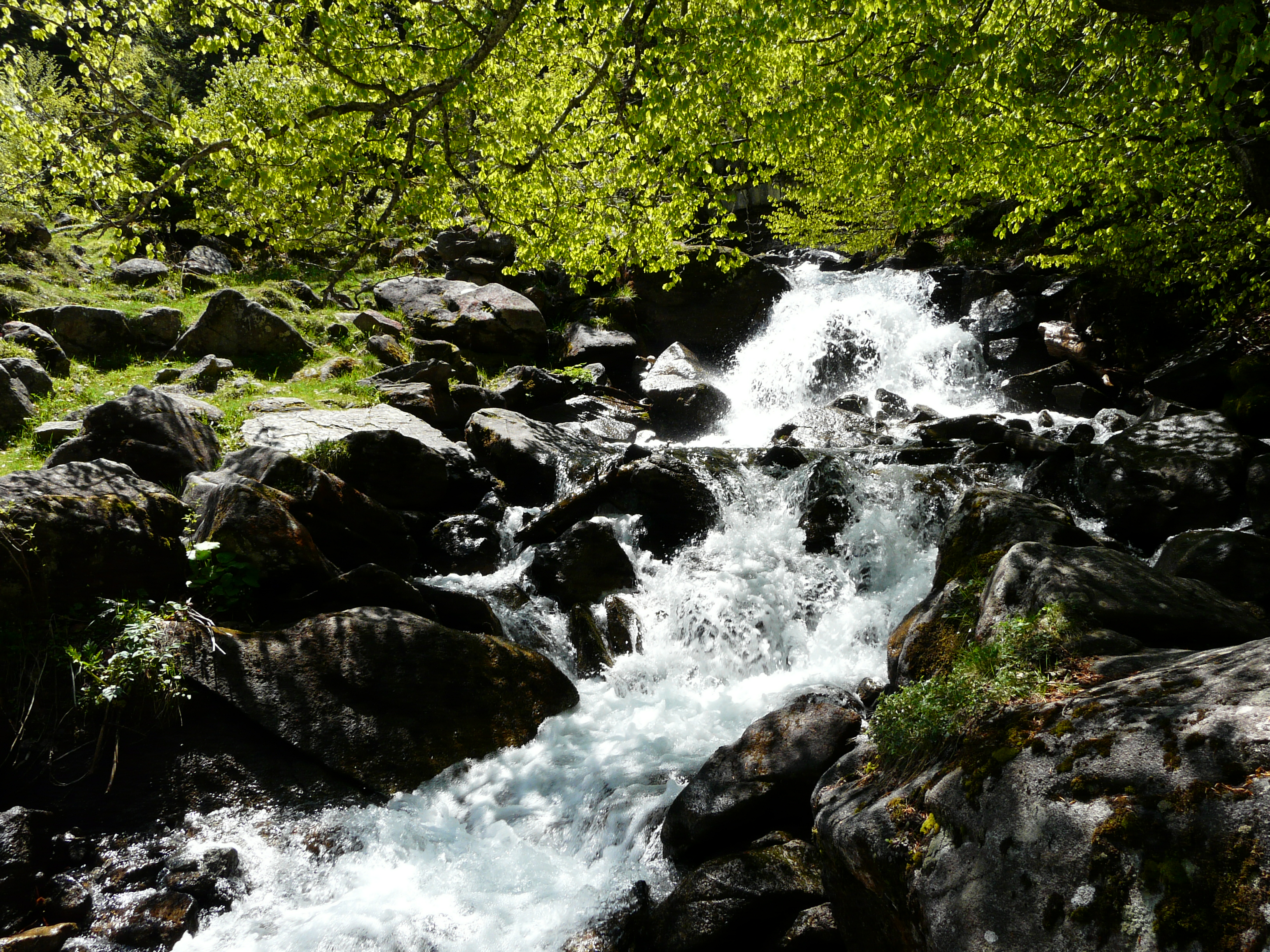
Petite cascade sur le bras oriental.
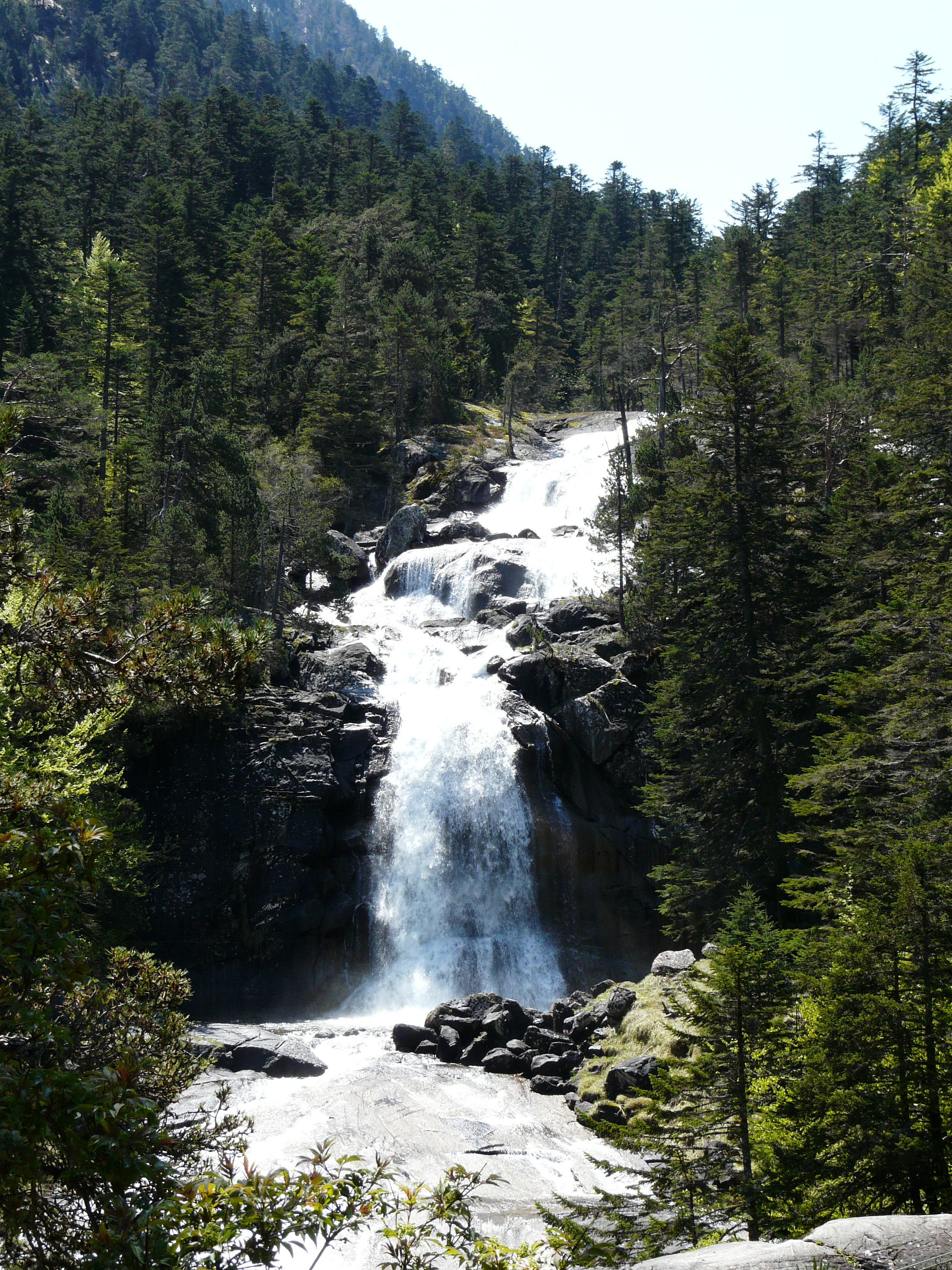
Cascade principale du pont d'Espagne sur le bras central.
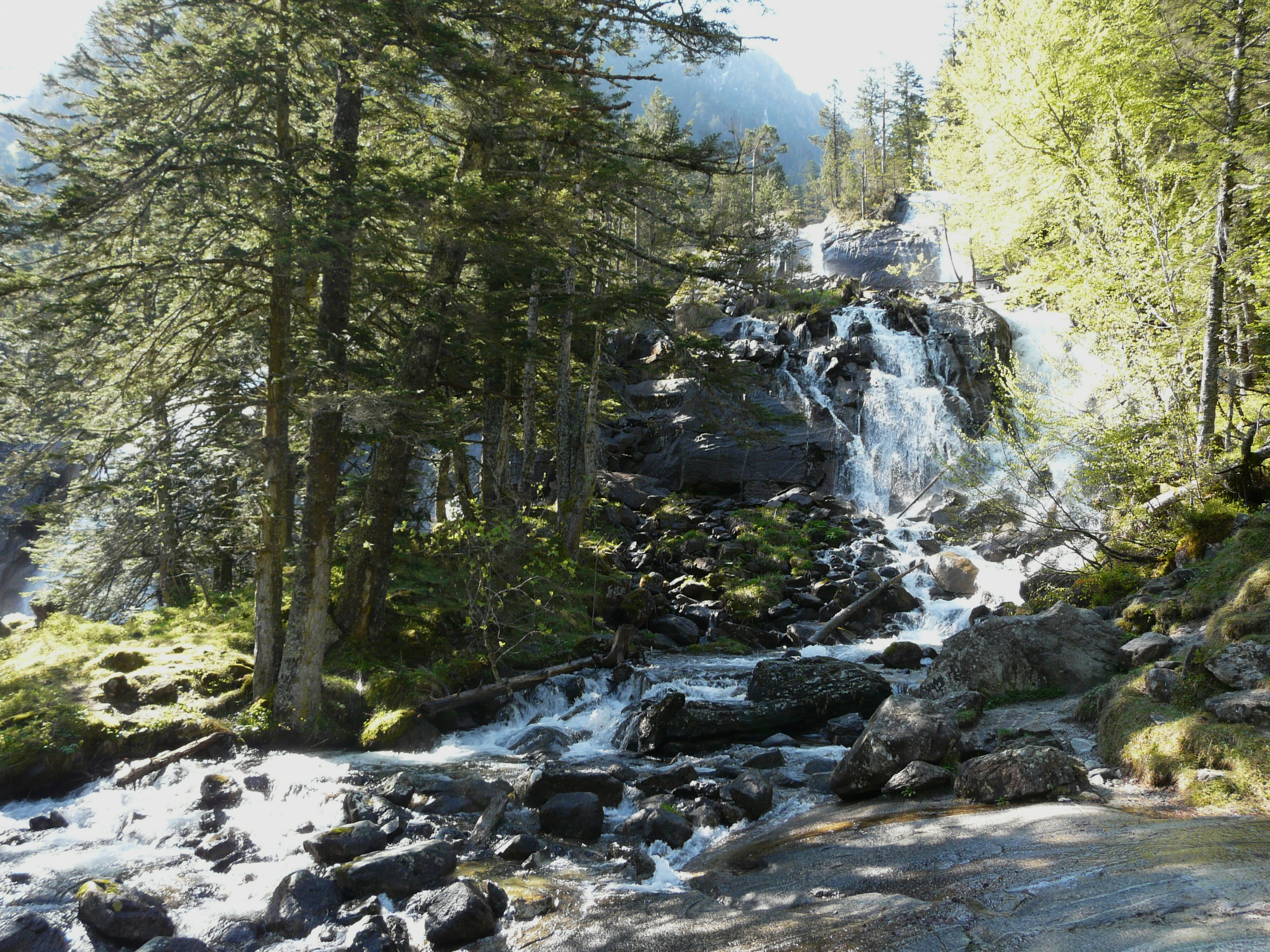
Cascade du Pont d'Espagne sur le bras occidental.